# 2020년 미국 대통령 선거 델라웨어주
2020년 미국 대통령 선거 델라웨어 주(영어: 2020 United States presidential election in Delaware)는 2020년 11월 3일에 실시한 2020년 미국 대통령 선거에서 델라웨어 주 지역의 선거 결과이다.

## 정보
- 인구 : ?명
- 유권자 : ?명
- 개표 시간 : 11월 3일 오후 8시[1][2]
- 선출 선거인단 수 : 3명(승자 독식)

## 투표 결과
| 군명     | 영문 군명  | 위치 | 유권자 수 | 투표자 수 | 투표율 |
| -------- | ---------- | ---- | --------- | --------- | ------ |
| 켄트     | Kent       |      |           |           |        |
| 뉴캐슬   | New Castle |      |           |           |        |
| 서식스   | Sussex     |      |           |           |        |
| 델라웨어 | Delaware   |      |           |           |        |

## 개표 결과
| 군명     | 영문 군명  | 바이든  | 바이든 | 트럼프  | 트럼프 | 기타    | 기타   |
| 군명     | 영문 군명  | 득표 수 | 득표율 | 득표 수 | 득표율 | 득표 수 | 득표율 |
| 켄트     | Kent       | 44,552  | 51.2%  | 41,009  | 47.1%  | 2,086   | 2.4%   |
| 뉴캐슬   | New Castle | 195,034 | 67.8%  | 88,364  | 30.7%  | 4,235   | 1.5%   |
| 서식스   | Sussex     | 56,682  | 43.8%  | 71,230  | 55%    | 1,440   | 1.1%   |
| 델라웨어 | Delaware   | 296,268 | 58.74% | 200,603 | 39.77% | 7,139   | 1.42%  |

## 선거인단
| 번호 | 단원명 | 구분 | 소속 정당 |
| ---- | ------ | ---- | --------- |
| 1    |        | 상원 |           |
| 2    |        | 상원 |           |
| 3    |        | 하원 |           |

## 같이 보기
- 2020년 미국 대통령 선거